# Dénestanville
Dénestanville là một xã thuộc tỉnh Seine-Maritime trong vùng Normandie miền bắc nước Pháp.

## History
Danestanvilla 1051, Donestanville 1088, Dunestanvilla 1142. Dunstan 's farm, name of an Anglo-Saxon farmer who came from danelaw with the danes, probably in the 10th century, to settle in Normandy.
Seat of the family de Dunstanville. See Reginald de Dunstanville.

## Dân số
| Năm | 1962 | 1968 | 1975 | 1982 | 1990 | 1999 | 2006 |
| --- | ---- | ---- | ---- | ---- | ---- | ---- | ---- |
| Dân số | 146  | 173  | 172  | 187  | 251  | 237  | 208  |
| From the year 1962 on: No double counting—residents of multiple communes (e.g. students and military personnel) are counted only once. |      |      |      |      |      |      |      |